# Mohammad Al-Sahafi
Mohammad Al-Sahafi (2 ottobre 1975) è un ex calciatore saudita, di ruolo difensore.

## Palmarès

### Club

#### Competizioni nazionali
- Campionato saudita: 2

Al-Ittihad: 1998-1999, 1999-2000
- Coppa del Principe Faysal bin Fahd: 2

Al-Ittihad: 1997, 1999

#### Competizioni internazionali
- Coppa delle Coppe dell'AFC: 1

Al-Ittihad: 1998-1999
- Coppa dei Campioni del Golfo: 1

Al-Ittihad: 1999